# Tathorhynchus troberti
Tathorhynchus troberti är en fjärilsart som beskrevs av Achille Guenée 1852. Tathorhynchus troberti ingår i släktet Tathorhynchus och familjen nattflyn. Inga underarter finns listade i Catalogue of Life.